# Гоуджекитский поссовет
Гоуджекитский поссовет, Гоуджекитский поселковый Совет — упразднённая административно-территориальная единица Республики Бурятия Российской Федерации, существовавшая в 1976—1992 годах. Входила в состав Северо-Байкальского района (1976—1981), затем Северобайкальского горсовета (1981—1992). Административный центр — пос. Гоуджекит.
18 февраля 1981 года Гоуджекитский поссовет передан в административное подчинение Северобайкальскому горсовету.
25 сентября 1981 года зарегистрирован вновь возникший населенный пункт п. Солнечный и передан в административное подчинение Гоуджекитскому поссовету.
12 июля 1991 года рабочий посёлок Гоуджекит был упразднён вместе с поссоветом. Изменение проведено в 1992 году.